# Burceak (Postolne), Sumî
Burceak (în ucraineană Бурчак) este un sat în comuna Postolne din raionul Sumî, regiunea Sumî, Ucraina.

## Demografie
Componența lingvistică a localității Burceak
     Ucraineană (91,89%)
     Rusă (8,11%)
Conform recensământului din 2001, majoritatea populației localității Burceak era vorbitoare de ucraineană (91,89%), existând în minoritate și vorbitori de rusă (8,11%).